# Stade Guy-Piriou
Le stade municipal Guy-Piriou, dénommé jusqu'en 2011 Stade de Kerampéru, est un stade de football situé à Concarneau dans le département du Finistère. Le stade porte le nom d'un des fondateurs des chantiers de construction navale Piriou également situé à Concarneau, décédé en 2009. Inauguré en 1988, sa capacité est actuellement de 2 539 places et les travaux de mise aux normes de la Ligue 2 qui devraient s'achever à l'été 2025 donneront une future capacité estimée à 5 000 places dont 3 420 assises,.
Son terrain principal constitue le stade résident de l'US Concarneau, équipe de football représentant la ville et évoluant en National.

## Histoire du stade

### Construction d'un stade non prévu

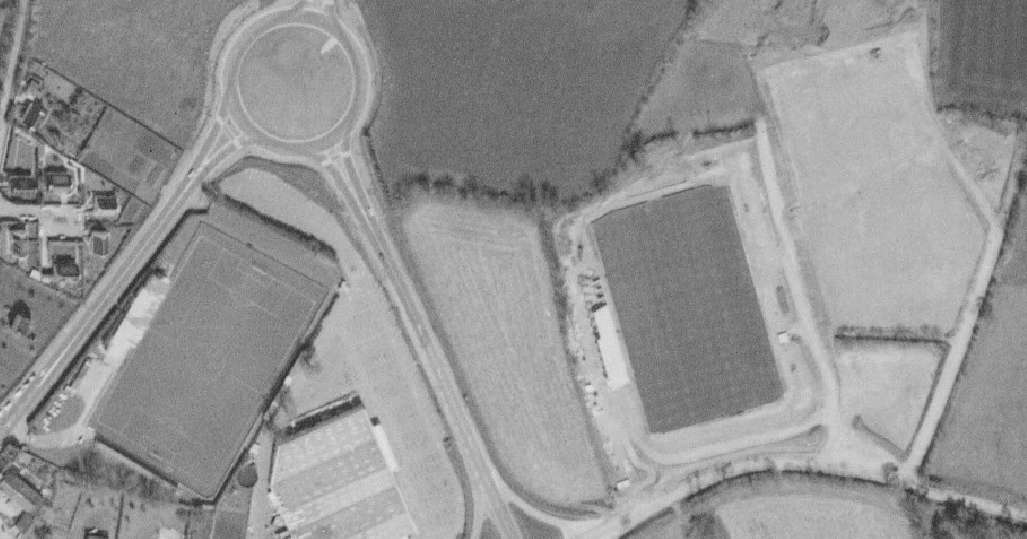
Le futur stade en construction, situé à côté de l'ancien stade Yves-Tual.

En 1987, l'US Concarneau alors en Division 4 joue au stade Yves-Tual situé sur l'actuel parking du E.Leclerc. Lors de l'ouragan de 1987, les projecteurs de l'ancien stade rompent à cause des rafales de vent à plus de 180 km/h, le toit de la tribune honneur est soufflé et les pourtours du stade sont envolés. À la suite de cela, la rénovation du stade est trop coûteuse et un projet de nouveau stade voit le jour.
Le président du club à l'époque, Guy Piriou, décida de construire un nouveau stade à une centaine de mètres de l'ancien stade. De l'autre côté de la départementale 783, 10 000 m2 de champs sont cédés par E.Leclerc pour y construire le stade, en échange de quoi, le magasin pouvait s'agrandir sur l'emplacement du précédent stade. Le nouveau stade doit être construit rapidement car le club concarnois joue toujours sur le Stade Yves-Tual en piteux état. La construction du stade dure seulement une année, en s'inspirant de l'ancien stade, tout d'abord, le terrassement du terrain et la création du terrain principal ont lieu puis la tribune honneur est construite. Enfin les autres gradins du stade sont construits par les bénévoles du club.

### Inauguration du stade

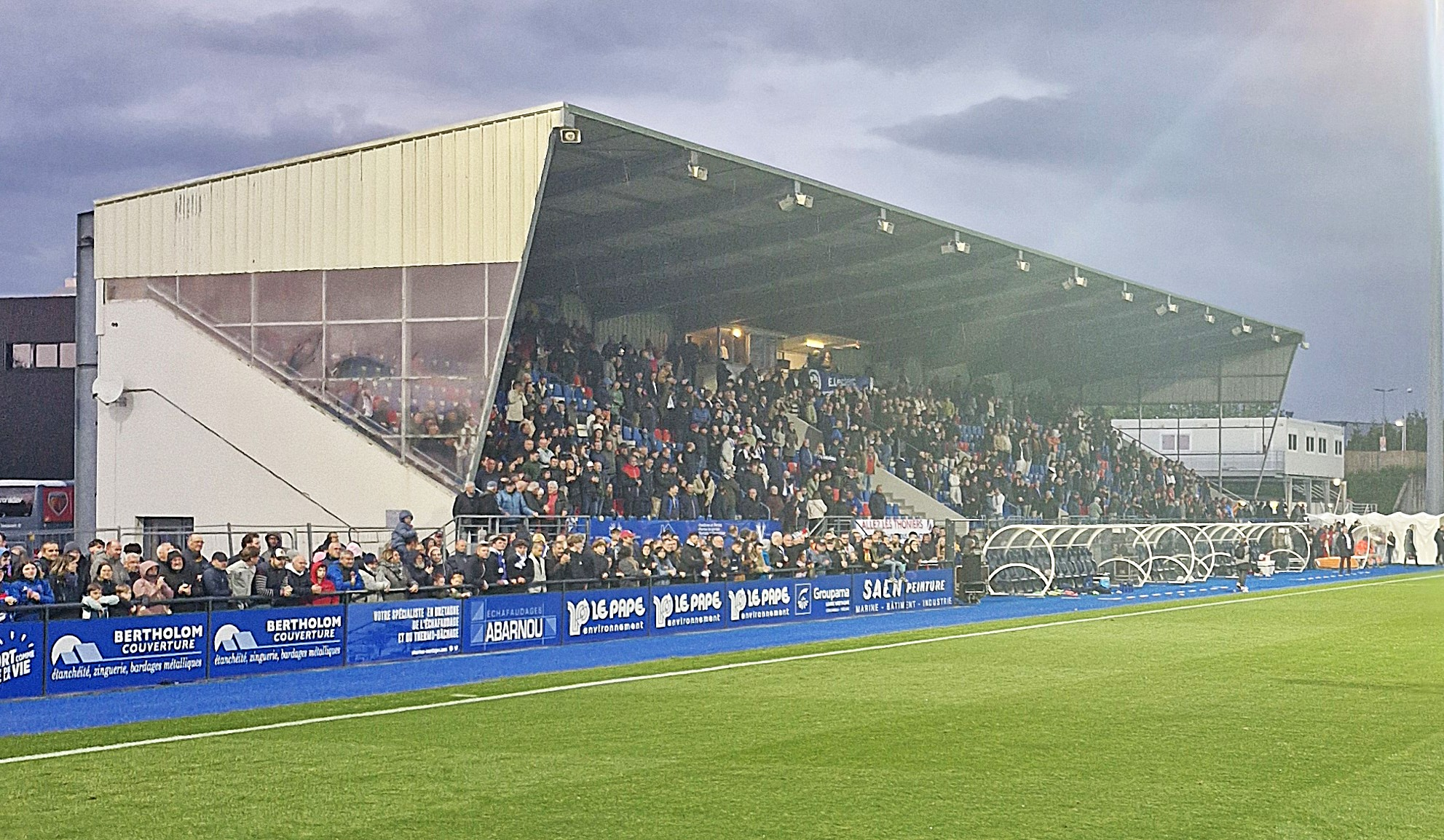
La tribune Ouest (Honneur) en 2025.

Le stade est inauguré lors du match US Concarneau - Stade lavallois en Division 3. Dès son inauguration, l'équipe de l'US Concarneau y joue l'entièreté ses matchs. Il s'agit d'un « stade à l'anglaise », cela veut dire qu'il s'agit d'un stade où les spectateurs se situent très proche du terrain, renforçant la sensation de « chaudron ». 
Le stade est composé d'une tribune Honneur pouvant accueillir 1 206 spectateurs, scindé en trois parties avec des bancs de couleurs bleu sauf la partie présidentielle, équipée de sièges orange. De plus, le stade comporte deux gradins couverts, longeant entièrement le terrain en longueur comme en largeur ainsi que des gradins non couverts se situent au nord du terrain. A son inauguration, le stade pouvait accueillir 7 800 spectateurs. En 2003, le stade, propriété de l'US Concarneau depuis son inauguration, est racheté par la ville de Concarneau et devient le Stade municipal de Kérampéru.

### Réductions progressives de la capacité
Durant les années 2000, le stade voit sa capacité réduite par de nouvelles normes de sécurité, pouvant dès lors accueillir 7 006 spectateurs contre 7 800 auparavant,. Durant cette période, le stade connait une légère modernisation, en effet la tribune « Honneur » voit de nouveaux sièges bleus et rouges installés pour remplacer les bancs, un nouveau panneau d'affichage des scores est installé au dessus des gradins non couverts et un chapiteau est installé à côté de la tribune « Honneur ».
En 2009, le stade voit pour la première fois, l'accueil d'une forte affluence puisque 4 500 spectateurs assistent à la déroute du FC Nantes, qui s'incline 3 buts à 0 contre l'USC pourtant en CFA 2, écrasant le précédent record d'affluence (USC - Fontenay en 2001, 2 904 spectateurs). Ce match a surtout vu la capacité du stade être réduite à 5 500 places pour des raisons de sécurité et à la suite de la retransmission télévisée.
En 2011, pour les 100 ans de l'US Concarneau, le stade de Kerampéru est renommé en Stade Guy-Piriou, en hommage à Guy Piriou, l'un des fondateurs des chantiers de construction navale Piriou et ancien président de l'USC. Début 2014, à la suite d'un nouvel arrêté de la ville de Concarneau, la capacité du stade est limitée à 6 200 places. Le 20 Janvier 2014, le stade accueille un match entre l'USC et l'En Avant Guingamp dans le cadre des seizièmes de finale de Coupe de France. L'engouement est grand, ce sont 6 200 spectateurs, match à guichets fermés, qui s'entassent le stade champêtre pour voir l'USC, être éliminé en prolongation par les costarmoricains, nouveau record d'affluence du stade et record actuel. Les années qui suivent voit le stade accueillir davantage de spectateurs qu'auparavant notamment grâce aux parcours des Thoniers en Coupe de France, amenant la venue de clubs professionnels (Niort, Dijon, Troyes), l'organisation de matchs caritatifs (Variétés Club de France contre l'équipe Géodis-SNCF en 2014) ainsi que la montée du club en National qui multiplie par 2 l'affluence moyenne en championnat (900 spectateurs en 2016, 1 942 en 2017),.

### Première rénovation du stade pour le National

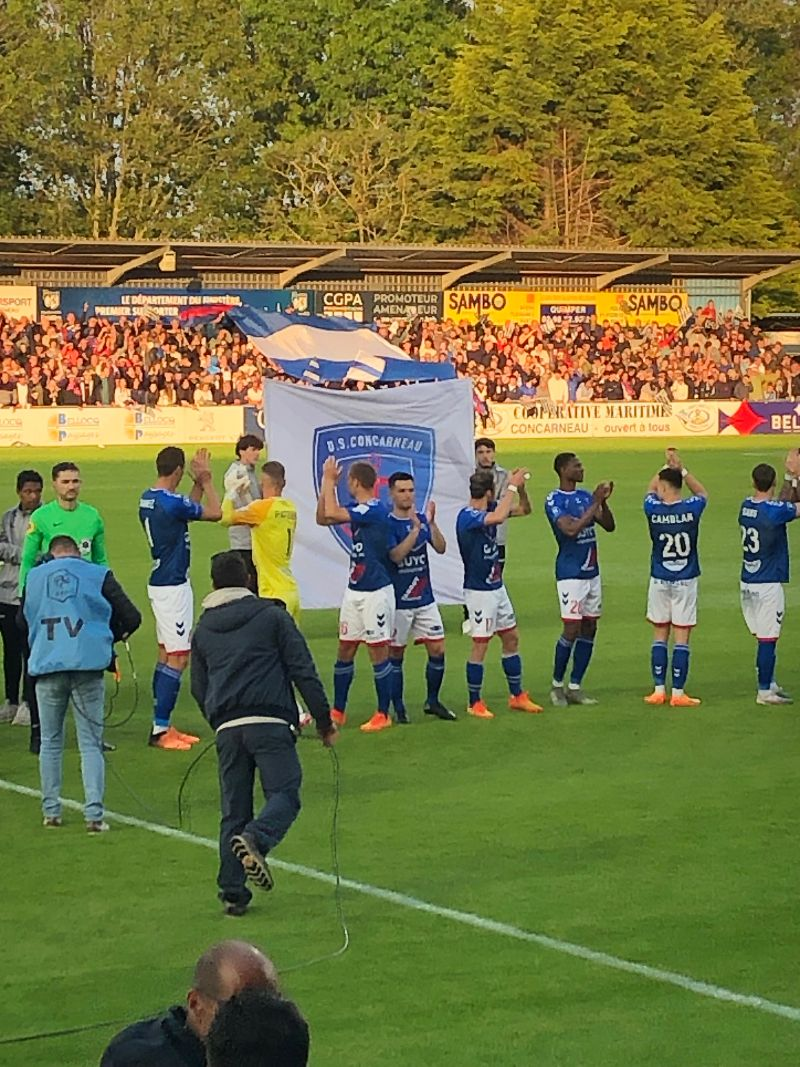
L'USC à Guy-Piriou face à Bourg-en-Bresse 01 en 2023.

Pour rester en National, le stade Guy-Piriou est rénové. En effet, le stade a depuis la montée du club en National, une dérogation afin d'accueillir les matchs du club concarnois à domicile. Pour être aux normes, quatre nouveaux projecteurs de 38 mètres de haut remplacent les anciens projecteurs du stade, l’éclairage des anciens était de 450 lux alors que l'éclairage des nouveaux est de 1 200 lux soit 750 lux de plus que les anciens. Les vestiaires du stade sont refaits en juillet 2017, les anciens vestiaires sont détruits, la taille des vestiaires est passée de 25 m2 à 40 m2, il y a 10 douches au lieu de 6 avant. Un nouveau bloc sanitaire est installé en mars 2018. 
De plus, de nouveaux accès à la tribune principale sont créés, passant ainsi de 6 à 9 accès. Enfin, 20 places pour les personnes à mobilité réduite sont aménagés sur la tribune "Sud" et "Est". Le budget pour la rénovation du stade est de 2,38 millions d’euros, subventionnés à hauteur de 1,48 million d’euros par l’État, la région, le département et la participation du Fonds d’aide au football amateur et de Quimper Cornouaille développement. À la suite de l'aménagement des deux espaces pour les personnes à mobilité réduite, la capacité est passée de 6 200 places à 5 800 places dont 20 places pour les PMR. Le 3 mai 2018, le stade rénové est inauguré par le président de la FFF, Noël Le Graët.
L'accueil de huit rencontres du Mondial U20 féminin entraîne des modifications sur le stade, concernant l'accessibilité au stade (nouveau parc de stationnement de 125 places est aménagé en contrebas de l'entrée de Keriolet) et la transformation des trois gradins adaptés à une position debout en tribunes avec places assises (installation de bancs en bois sur ces gradins). La pelouse voit un système d'arrosage installé et le revêtement en sable non-adapté du stade est complètement remplacée par un revêtement en goudron. Durant le mondial, la capacité du stade est limitée à 2 900 places.

### Seconde rénovation du stade pour la Ligue 2

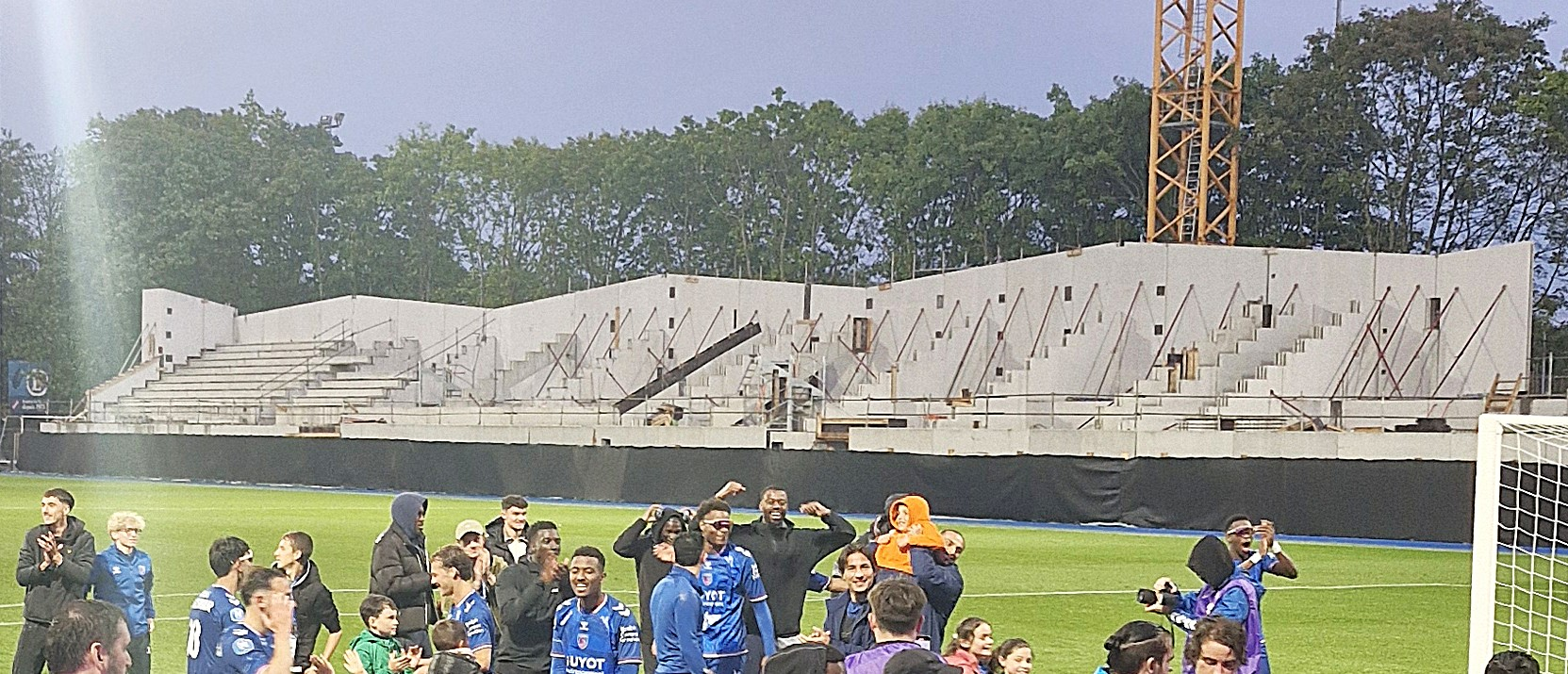
La nouvelle tribune Est en construction en 2025.

Le 10 mai 2022, le conseil municipal de Concarneau vote en présence du préfet Philippe Mahé, la rénovation du stade afin de le mettre aux normes pour accueillir des matchs de Ligue 2. Cette rénovation a été mise sur la table à la suite des résultats de l'US Concarneau jouant les premiers rôles en National pendant plusieurs saisons. Le 26 mai 2023, le club est sacré champion de National et accède à la Ligue 2 pour la première fois de son histoire. 
Le stade non homologué pour la Ligue 2, le club doit jouer ses matchs à « domicile » en alternance au Stade Francis-Le Blé de Brest et celui du Stade du Moustoir de Lorient mais aussi du Stade du Roudourou de Guingamp. Le Stade Michel-d'Ornano de Caen et le Roazhon Park de Rennes accueilleront également les Thoniers. Pour rendre le terrain aux normes, celui-ci est déplacé de plusieurs mètres en raison du manque d'espace entre les tribunes et le terrain, ce qui oblige la destruction de la tribune « Est » longeant tout le terrain côté Kériolet. Celle-ci va être remplacée par une nouvelle tribune de 1 436 places assises construite en retrait. Le tribune « Sud » est elle aussi concernée par le déplacement du terrain mais dans une moindre mesure puisque seule la partie à l'angle avec la tribune « Est » est détruite. Les tribunes debout « Nord » et « Sud » sont réaménagées avec l'installation de sièges bleus et rouges pour accueillir le public en position assise, les tribunes debout étant interdites en Ligue 2 et peuvent désormais accueillir respectivement 384 et 372 spectateurs (dont 60 pour les visiteurs). La tribune « Ouest » connaît quelques réaménagements avec la création d'une plateforme pour les caméras ainsi qu'une cabine de presse et la pose de 1 197 nouveaux sièges. Enfin hors des tribunes, des filets de protections anti-projectiles sont installés ainsi qu'un système de vidéoprotection, un écran géant et un bâtiment est construit à côté de la tribune « Ouest », accueillant une buvette, une boutique, une infirmerie, la presse et les postes de commandements,,. 

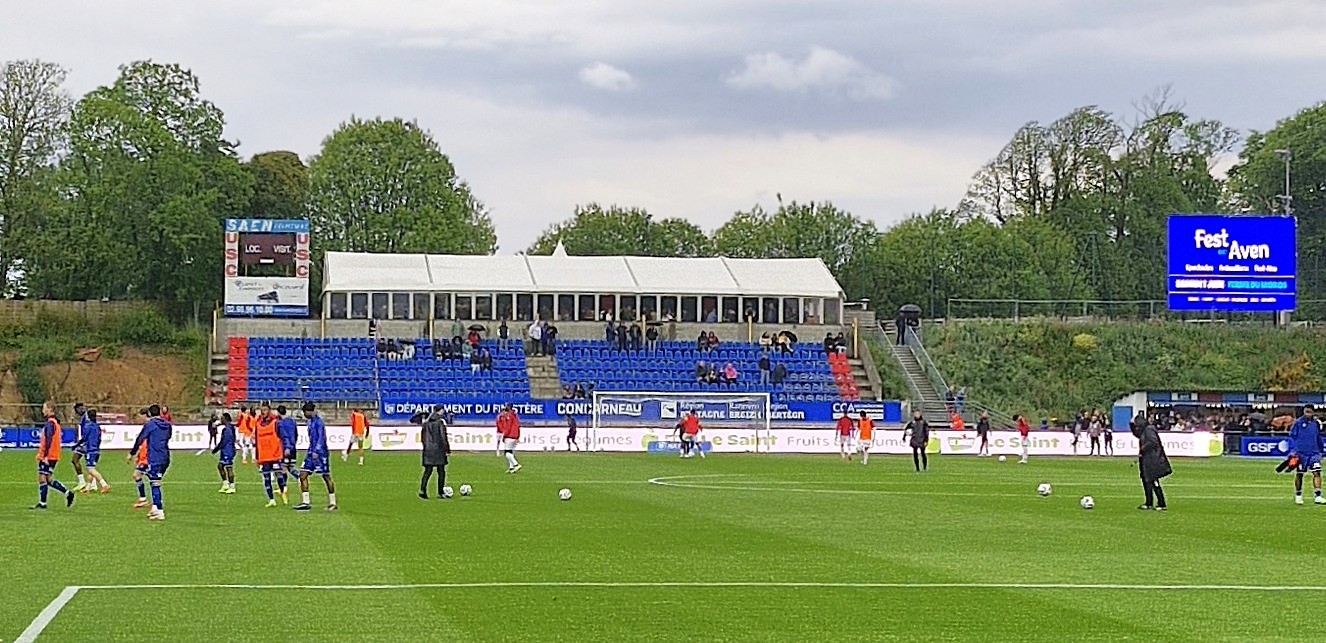
La tribune Nord en 2025.

Le budget initialement prévu en 2022 est dans une fourchette de 2,3 à 2,7 millions d'euros. Finalement, les travaux sont confirmés et validés début avril 2024 pour un budget au total de 10,4 M€, répartis à hauteur de 7,9 M€ à la charge de la Ville, de 1,5 M€ par la Région, 0,6 M€ par le Département et 0,4 M€ par l’État. Le projet est réparti en deux phases : une première comprend principalement le déplacement et l’agrandissement du terrain avec une séparation des flux de supporters domicile et visiteurs pour le début de la saison 2024-2025 et une seconde pour la construction permanente du bâtiment d’entrée du stade et de la nouvelle tribune « Est » de 1 427 places pour un rendu à la fin 2025,. Le stade voit sa capacité réduite à 2 539 places pendant la saison 2024-2025. A la fin de la rénovation, le stade pourra accueillir environ 5 000 spectateurs.

## Évènements sportifs

### Matchs internationaux de l'équipe de France de football
Le stade a accueilli 2 matchs de l'équipe de France féminine de football des moins de 20 ans.
| Date         | Équipe 1        | Résultat | Équipe 2               | Tour               | Affluence |
| ------------ | --------------- | -------- | ---------------------- | ------------------ | --------- |
| 4 avril 2018 | France Fem. U20 | 0 - 2    | Japon Fem. U20         | Match amical       | 500       |
| 16 août 2018 | France Fem. U20 | 1 - 0    | Corée du Nord Fem. U20 | CDM U20 Fem. (1/4) | 2 462     |

### Coupe du monde U20 féminine 2018
Liste des matchs du Mondial U20 Féminin 2018 au stade Guy-Piriou.
| Date         | Heure   | Équipe 1   | Résultat | Équipe 2         | Tour            | Affluence |
| ------------ | ------- | ---------- | -------- | ---------------- | --------------- | --------- |
| 6 août 2018  | 16 h 30 | Paraguay   | 1 - 4    | Espagne          | Poule C         | 1 587     |
| 6 août 2018  | 19 h 30 | États-Unis | 0 - 1    | Japon            | Poule C         | 2 332     |
| 9 août 2018  | 16 h 30 | Espagne    | 1 - 0    | Japon            | Poule C         | 2 332     |
| 9 août 2018  | 19 h 30 | États-Unis | 6 - 0    | Paraguay         | Poule C         | 2 117     |
| 12 août 2018 | 13 h 30 | Brésil     | 1 - 2    | Corée du Nord    | Poule B         | 1 056     |
| 12 août 2018 | 16 h 30 | Ghana      | 1 - 0    | Nouvelle-Zélande | Poule A         | 1 056     |
| 16 août 2018 | 16 h    | Espagne    | 2 - 1    | Nigeria          | Quart de finale | 1 829     |
| 16 août 2018 | 19 h 30 | France     | 1 - 0    | Corée du Nord    | Quart de finale | 2 462     |

### Affluence

#### Liste des meilleures affluences
| Rang | Spectateurs | Compétition     | Journée/Tour  | Rencontre                                  | Date             |
| ---- | ----------- | --------------- | ------------- | ------------------------------------------ | ---------------- |
| 1    | 6 200       | Coupe de France | 16e de finale | US Concarneau (CFA) - EA Guingamp (L1)     | 21 janvier 2014  |
| 2    | 5 812       | Coupe de France | 16e de finale | US Concarneau (CFA) - ES Troyes AC (L1)    | 20 janvier 2016  |
| 3    | 5 800       | National        | 33e journée   | US Concarneau - Bourg-en-Bresse 01         | 19 mai 2023      |
| 4    | 5 800       | National        | 31e journée   | US Concarneau - FC Martigues               | 28 avril 2023    |
| 5    | 4 711       | Coupe de France | 16e de finale | US Concarneau (CFA) - Dijon FCO (L2)       | 20 janvier 2015  |
| 6    | 4 500       | Coupe de France | 7e tour       | US Concarneau (CFA 2) - FC Nantes (L2)     | 22 novembre 2009 |
| 7    | 4 458       | National        | 30e journée   | US Concarneau - Stade lavallois            | 18 avril 2022    |
| 8    | 4 266       | National        | 12e journée   | US Concarneau - Red Star                   | 11 novembre 2022 |
| 9    | 3 953       | Coupe de France | 8e tour       | US Concarneau (N) - Stade brestois 29 (L2) | 2 décembre 2017  |
| 10   | 3 870       | Coupe de France | 32e de finale | US Concarneau (CFA) - TA Rennes (CFA2)     | 2 janvier 2016   |

#### Affluence de l'US Concarneau
- La saison 2023-2024 a vu l'US Concarneau jouer ses matchs à domicile hors du Stade Guy-Piriou, le stade n'étant pas aux normes pour accueillir des matchs de Ligue 2.

### Autres références
1. 1 2 3  En raison des travaux, la jauge au Stade Guy Piriou pour la saison 2024/2025 sera de 𝟮𝟱𝟯𝟵 𝗽𝗹𝗮𝗰𝗲𝘀.
2. ↑  Le stаde municipаl Guy Piriou homologué T1 : une infrаstructure d’envergure pour le territoire
3. ↑  USC : « La préoccupation, c’est d’aller au-delà de 110 ans »
4. ↑  15 octobre 1987 : un ouragan balaye l'Ouest
5. 1 2  L'US concarnoise, une histoire de familles, aussi...
6. ↑  USC. Gérard Le Baccon speaker aussi fidèle que discret
7. ↑  L'USC jouera Guingamp au stade Guy-Piriou
8. 1 2  USC-Nantes. La capacité du stade réduite à 5.500 places
9. ↑  Un stade de 7 000 places transformé en chaudron
10. ↑  STADE GUY-PIRIOU (CONCARNEAU)
11. ↑  Concarneau. Retour sur le match du Variétés Club
12. 1 2  DANS LE RETRO : L'US CONCARNEAU ACCUMULE LES EXPLOITS EN COUPE DE FRANCE (5/5)
13. ↑  Le stade Guy-Piriou sous un nouvel éclairage
14. ↑  Concarneau. Les travaux avancent au stade Guy-Piriou
15. ↑  Guy-Piriou. Un stade aux normes de la Ligue 2
16. ↑  Concarneau. Le stade Guy-Piriou, horizon Ligue 2
17. ↑  Mondial U20 féminin. Jacques Piriou : « Montrer qu’on sait faire des choses ici, à Concarneau »
18. ↑  Football. Premiers matchs du Mondial U20 dans un stade Guy-Piriou relooké
19. ↑  Concarneau. La Ville aux couleurs du Mondial féminin U20
20. ↑  Concarneau. La mise aux normes du stade Guy-Piriou ne fait pas l'unanimité
21. ↑  À Concarneau, 3 M€ pour la mise aux normes du stade Guy-Piriou
22. ↑  Après une longue attente, Concarneau va obtenir son stade de foot rénové
23. ↑  La mise aux normes du stade Guy Piriou de l’USC enfin lancée : découvrez les détails du futur stade
24. ↑  « Sans surprise, le stade de Concarneau ne fait pas l’unanimité », sur Le Télégramme, 3 avril 2024 (consulté le 8 août 2024)
25. ↑  À Concarneau, feu vert au projet de modernisation du stade Guy-Piriou
26. ↑  « Le stade Guy-Piriou sera prêt pour la saison 2025-2026 », assure cet élu de Concarneau
27. ↑  « Record de spectateurs Concarneau (matchs manquants) », sur www.stades-spectateurs.com (consulté le 9 mai 2024)
28. ↑  « Coupe de France. Concarneau renverse Brest (3-2) », sur letelegramme.fr, 2 décembre 2017 (consulté le 9 mai 2024)
29. ↑  « US Concarneau - Développement de l'affluence » (consulté le 27 mai 2023).
30. ↑  « Historique Concarneau » (consulté le 27 mai 2023).
31. ↑  « Le Memento » (consulté le 27 mai 2023).
32. ↑  « Historique » (consulté le 27 mai 2023).